# BMJ (компанія)
BMJ (бренд BMJ Group до 2013 року)  — британське видавництво медичних журналів. Засноване у 1840 році, компанія належить Британській медичній асоціації.

## Публікації
- 1840: вперше опубліковано Провінційний медичний і хірургічний журнал (пізніше перейменований у Британський медичний журнал).
- 1847: Джеймс Сімпсон використовує журнал для реклами хлороформу, який проклав шлях для сучасних методів анестезії
- 1867: Джозеф Лістер публікує свій вступ до концепції антисептиків у загоєнні ран[2]
- 1950: Річард Долл публікує своє відкриття про зв'язок між споживанням тютюну та раком легенів
- 1958: Аліса Стюарт публікує своє дослідження ризиків низького рівня радіації[3]
- 1995: Перший веб-сайт

## Кампанії
- 1865-71: BMJ значною мірою відповідає за Акт про захист життя немовлят 1872 року, спрямований проти прибуткової практики дитячого фермерства. BMJ очолив серію викриттів, які змусили провести розслідування стану медичних закладів Лондона[4].